# Ca l'Alerd
Ca l'Alerd és una obra de Vallbona d'Anoia (Anoia) inclosa a l'Inventari del Patrimoni Arquitectònic de Catalunya.

## Descripció
Format per diferents construccions rectangulars afegides on es poden distingir: habitatge, corrals i d'altres dependències. Construït en pedra, el sostre, de teules.

## Història
Sembla que, antigament, va ser un molí fariner. A principis de segle XX (1907 aprox) era una fàbrica de filats de la vídua de Josep Marsal i fills. Al segle xvi i XVII hi havia hagut un forn de vidre de la família Badorc (1546) i després de la família Gralla que l'arrendà el 1657. El 1673, per lligams matrimonials passà a Tarafa i els seus descendents conservaren el forn fins al 1774(sembla que després desaparegué).